# Renato Salvi
Pour les articles homonymes, voir Salvi.
 (décembre 2022).
L'article doit être relu — et modifié si nécessaire — par des contributeurs indépendants pour apporter un regard critique aux contributions effectuées en violation des conditions d'utilisation de Wikipédia, tant sur la forme (notamment concernant le style encyclopédique, la proportionnalité) que sur le fond (la neutralité de point de vue, la qualité et l'indépendance des sources).
 (janvier 2021).
Si vous disposez d'ouvrages ou d'articles de référence ou si vous connaissez des sites web de qualité traitant du thème abordé ici, merci de compléter l'article en donnant les références utiles à sa vérifiabilité et en les liant à la section « Notes et références ».
 (octobre 2024).
La mise en forme du texte ne suit pas les recommandations de Wikipédia : il faut le « wikifier ».
Les points d'amélioration suivants sont les cas les plus fréquents. Le détail des points à revoir est peut-être précisé sur la page de discussion.
- Les titres sont pré-formatés par le logiciel. Ils ne sont ni en capitales, ni en gras.
- Le texte ne doit pas être écrit en capitales (les noms de famille non plus), ni en gras, ni en italique, ni en « petit »…
- Le gras n'est utilisé que pour surligner le titre de l'article dans l'introduction, une seule fois.
- L'italique est rarement utilisé : mots en langue étrangère, titres d'œuvres, noms de bateaux, etc.
- Les citations ne sont pas en italique mais en corps de texte normal. Elles sont entourées par des guillemets français : « et ».
- Les listes à puces sont à éviter, des paragraphes rédigés étant largement préférés. Les tableaux sont à réserver à la présentation de données structurées (résultats, etc.).
- Les appels de note de bas de page (petits chiffres en exposant, introduits par l'outil «  Source ») sont à placer entre la fin de phrase et le point final[comme ça].
- Les liens internes (vers d'autres articles de Wikipédia) sont à choisir avec parcimonie. Créez des liens vers des articles approfondissant le sujet. Les termes génériques sans rapport avec le sujet sont à éviter, ainsi que les répétitions de liens vers un même terme.
- Les liens externes sont à placer uniquement dans une section « Liens externes », à la fin de l'article. Ces liens sont à choisir avec parcimonie suivant les règles définies. Si un lien sert de source à l'article, son insertion dans le texte est à faire par les notes de bas de page.
- La présentation des références doit suivre les conventions bibliographiques. Il est recommandé d'utiliser les modèles {{Ouvrage}}, {{Chapitre}}, {{Article}}, {{Lien web}} et/ou {{Bibliographie}}. Le mode d'édition visuel peut mettre en forme automatiquement les références.
- Insérer une infobox (cadre d'informations à droite) n'est pas obligatoire pour parachever la mise en page.

Pour une aide détaillée, merci de consulter Aide:Wikification.
Si vous pensez que ces points ont été résolus, vous pouvez retirer ce bandeau et améliorer la mise en forme d'un autre article.
Renato Salvi (né en 1956 à La Chaux-de-Fonds) est un architecte italien et suisse, actif en Suisse.

## Biographie
Jeune architecte, il est engagé sur concours en 1988 pour travailler sur l'autoroute A16. Il y oeuvre pendant une trentaine d'années, créant une trentaine d'ouvrages. En 2011, il devient architecte de la ville de Sion,. Il prend sa retraite en 2017 et devient artiste peintre.

### Curriculum vitae[6]
Études :
- École polytechnique     fédérale de Zurich (1975-81)
- École de restauration en monuments historiques de l’Université La     Sapienza de Rome (1981-85)

Enseignement :
- Professeur invité à l’Université de Barcelone (1999-2000)
- Chargé de cours à la faculté ENAC de l’EPF Lausanne en     collaboration avec le Prof A.Muttoni (2001-2009)
- Assistant de F. Ruchat-Roncati à l’EPFZ (1985-88) et Vincent Mangeat à l’EPFL (1997-99)
- Expert externe pour les professeurs Bruno Marchand, F. Graf, E. Rey     (EPFL)

Activité professionnelle :
- ouvre son bureau d'architecture en 1998 à Delémont (Jura, Suisse)
- experts dans de nombreux jury de concours
- conférences (Suisse, Espagne, France, Autriche)

## Œuvres[7]
- Autoroute La Transjurane. (1988-2017)[8]

Pendant trente ans, Renato Salvi dessine et réalise les ouvrages d’arts de la Transjurane.
Deux étapes distinctes sont à relever: 
1. Une première période, qui va de 1988 à 1998, sous l’égide de la « Communauté de Travail la Transjurane  » F. Ruchat, R. Salvi comporte la réalisation de deux tunnels Mt Terri et Mt Russelin, donc de leurs 4 portails, des deux centrales d’extraction de l’air vicié en leur milieu et de la jonction des Gripons à St. Ursanne.
2. Une deuxième étape qui va de 1998 à fin 2016  où Renato Salvi dessine et réalise les 20 portails (10 tunnels) restants, plus un portail à cheval entre les deux cantons Jura-Berne (la Roche St. Jean) et les deux portails de la nouvelle route cantonale RC6.

- Bâtiments

En parallèle de son travail sur l'autoroute La Transjurane, Renato Salvi dessine et réalise différents bâtiments, dont plusieurs villas individuelles, la gare de Delémont, des écoles et de nombreuses transformations.

## Distinctions[9]
- Prix Special Dedalo-Minosse à Vicenza La Transjurane A16 (2017)[1]
- Nomination au World Architecture Festival pour l’A16 (2008)
- Prix Best Architects 07 pour la Transjurane A16 (2007)
- Nomination à la Distinction Romande d'Architecture pour l'A16 et la Gare de Delémont (2006)
- Prix Lignum Jura pour la gare de Delémont (2006)
- Prix Wakker Delémont (2006)
- Prix Wakker CFF (2005)
- Premier prix d’architecture suisse Hochparterre A16 Ruchat-Salvi (1998)